# Eupatorus gracilicornis
Eupatorus gracilicornis (лат.) — вид крупных жуков из подсемейства Dynastinae в семействе пластинчатоусые. Вид был описан Дж. Дж. Эрроу в 1908 году, голотип был собран в Донг Ван в Северном Вьетнаме.

## Описание

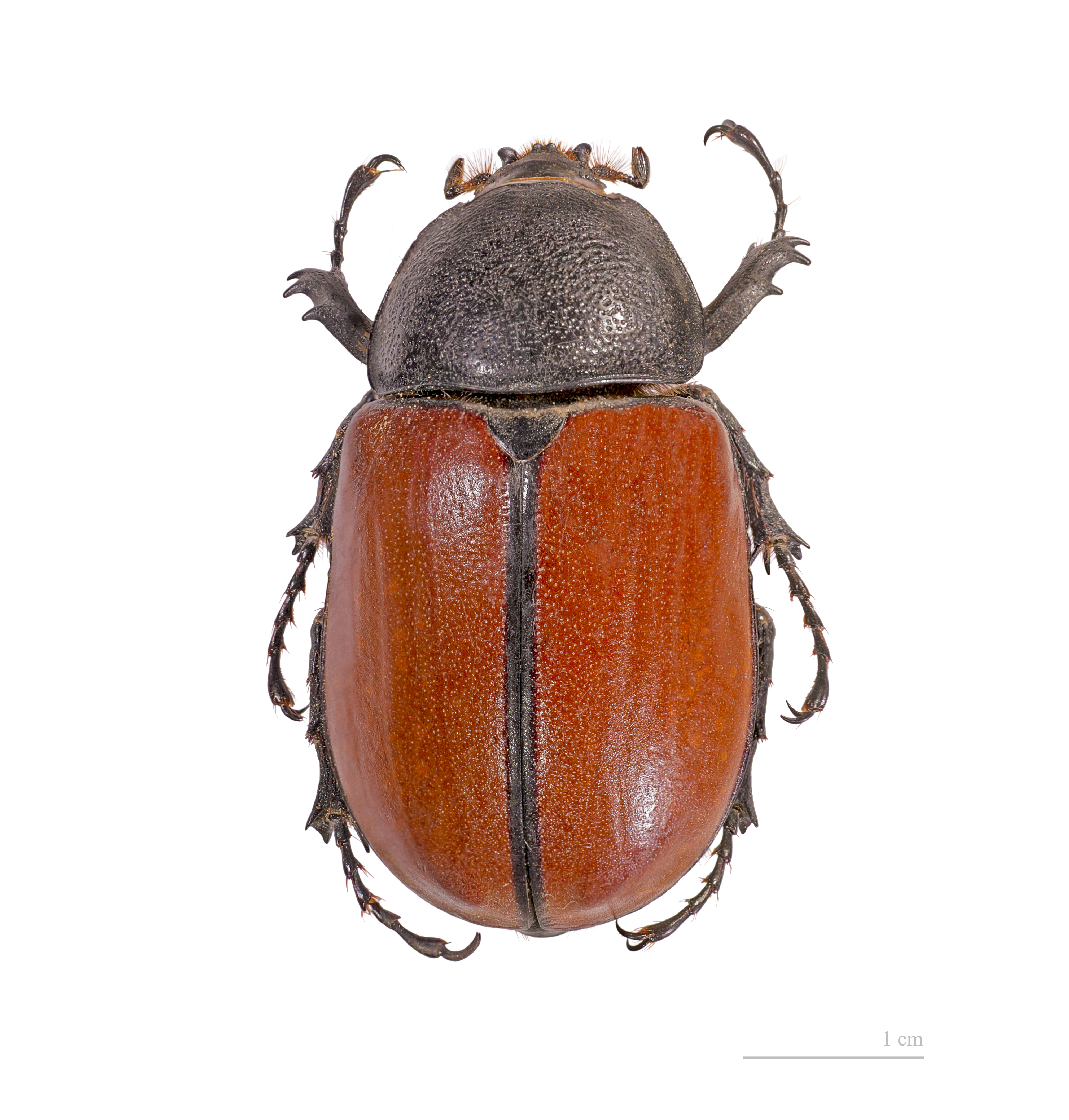
Самка

Длина тела максимально у самцов до 98 мм (около половины составляет рог на голове). Окраска надкрыльев бурая, голова и переднеспинка, низ тела — тёмно-чёрные. Наличник широкий. Верхние челюсти на конце заострённые. Рог на голове самцов очсень длинный и острый. На переднеспинке находятся четыре рога, направленные вперёд. У самок на лбу имеются бугорок. У самцов вершины тазиков задних ног с двумя широкими зубцами.

## Ареал
Вид распространен в Северном Вьетнаме, Индии (Ассам), Мьянме, Таиланде, Лаосе, Китае, Камбодже и Малайзии.

## Систематика
В дополнение к номинативному подвиду были описаны одна аберрация и 4 подвида. Аберрация E. gracillicornis ab. cinctus. Подвид E. gracillicornis edai Hirasawa был описан с хребта Дауна, недалеко от центральной границы Мьянмы и Таиланда, E. gracillicornis kimioi был описан в провинции Канчанабури на юго-западе Таиланда и E. gracillicornis davidgohi был описан с Фрейзер Хиллс в западной Малайзии (был описан по одной паре). Также описан подвид Eupatorus gracillicornis prandii.
- Eupatorus gracillicornis (Arrow, 1908)
  - Eupatorus gracillicornis edai (Hirasawa, 1991)
  - Eupatorus gracillicornis kimioi (Hirasawa, 1992)
  - Eupatorus gracillicornis davidgohi (Yamaya, 2013)
  - Eupatorus gracillicornis prandii (Moskalenko, 2017)